# Batházi István
Batházi István (Budapest 1978. december 16. –) úszó, olimpikon. Testvére Batházi Tamás úszó.

## Sportpályafutása
4 évesen kezdett úszni. Tehetsége korán megmutatkozott korosztályos magyar országos bajnokságokon, és korosztályos nemzetközi versenyeken. Viszonylag korán, 14 évesen felkerült a felnőtt válogatottba, ahol megtanult élni a lehetőséggel és szorgalmának köszönhetően a magyar úszósport hagyományainak megfelelően kiváló nemzetközi sikereket ért el. 
Edzői, Kiss László és Turi György vezényletével az Ifjúsági Európa-bajnokságokon elért érmes sikerei után, már a felnőtt mezőnyben csillogtathatta "oroszlánkörmeit". 1998. Perth, ausztráliai világbajnokságon elért ötödik helyével a 400m vegyesúszásban, a magyar férfi úszóválogatott legjobb egyéni helyezését teljesítette. Számtalan kiemelkedő hazai és nemzetközi siker után, 2000. Helsinki, finnországi Európa-bajnokságon aranyérmet szerzett, és ezzel olyan híres és neves csapattársaihoz méltó eredményt ért el, mint Egerszegi Krisztina, Güttler Károly, Kovács Ágnes. 2002-ben elnyerte a megtisztelő Év Férfi Úszója címet, mellyel végleg beírta magát a magyar úszósport történelmébe. Az olimpiák történetében háromszor képviselte Magyarországot (1996. évi nyári olimpiai játékok Atlanta, 2000. évi nyári olimpiai játékok Sydney, 2004. évi nyári olimpiai játékok Athén).
2000-ben megkezdte tanulmányait a Columbiaban a Dél Karolinai Állami Egyetem mérnöki karán, informatikai rendszerek programozó mérnök szakon. Egyetemi évei alatt folytatta nagyszerű sportteljesítményét, többek között a U.S Open Bajnokságon ezüst érmet szerzett, és többszörösen kiérdemelte az "All American" megtisztelő kitüntetést. Kiemelkedő eredményeinek köszönhetően, neve felkerült az Egyetem "Hall of Fame at University of SC"- "legjobbak legjobbjai" megtisztelő falára. 2010-ben a Senior Úszásban 200 m vegyesen a világcsúcs birtokosa a korosztályában. Más sportágakban is képviselte Magyarországot a válogatott színeiben, igaz mindkét sportág a vízhez köthető, de ezek is bizonyítják egyedi tehetségét és elhivatottságát a sport iránt, Magyar Élet- és Vízimentő Válogatott tagja 2004-2005, Hosszútávúszó Válogatott tagja 2010.
Az amerikai edzői szövetség tagja.
Testvérét, Batházi Tamást 2017 szeptemberében a Magyar Úszó Szövetség főtitkárának választották.

## Eredményei
- Európa-bajnok 2000. 400 m vegyesúszás
- Európa-bajnoki ezüstérmes 2002 400 m vegyesúszás
- Rövidpályás Európa-bajnoki bronzérem 2002. 400 m vegyesúszás
- Európa-bajnoki ötödik 2004. 200 m vegyesúszás
- világbajnoki ötödik 1998. 400 m vegyesúszás
- olimpiai kilencedik helyezett 2000. 400 m vegyesúszás
- olimpiai tizenhatodik helyezett 1996. 400 m vegyesúszás
- US Open bajnokság ezüstérem 2001 400 m vegyesúszás
- US Open bajnokság ötödik helyezett 2001 200 m vegyesúszás
- többszörös magyar bajnok
- többszörösen elnyerte az "All-American" kitüntetést.

## Tanulmányai
- Vörösmarty Mihály Gimnázium
- University of South Carolina, Columbia, USA – informatikai rendszerek programozó mérnök, Mérnöki Kar